# Geotermikus energia

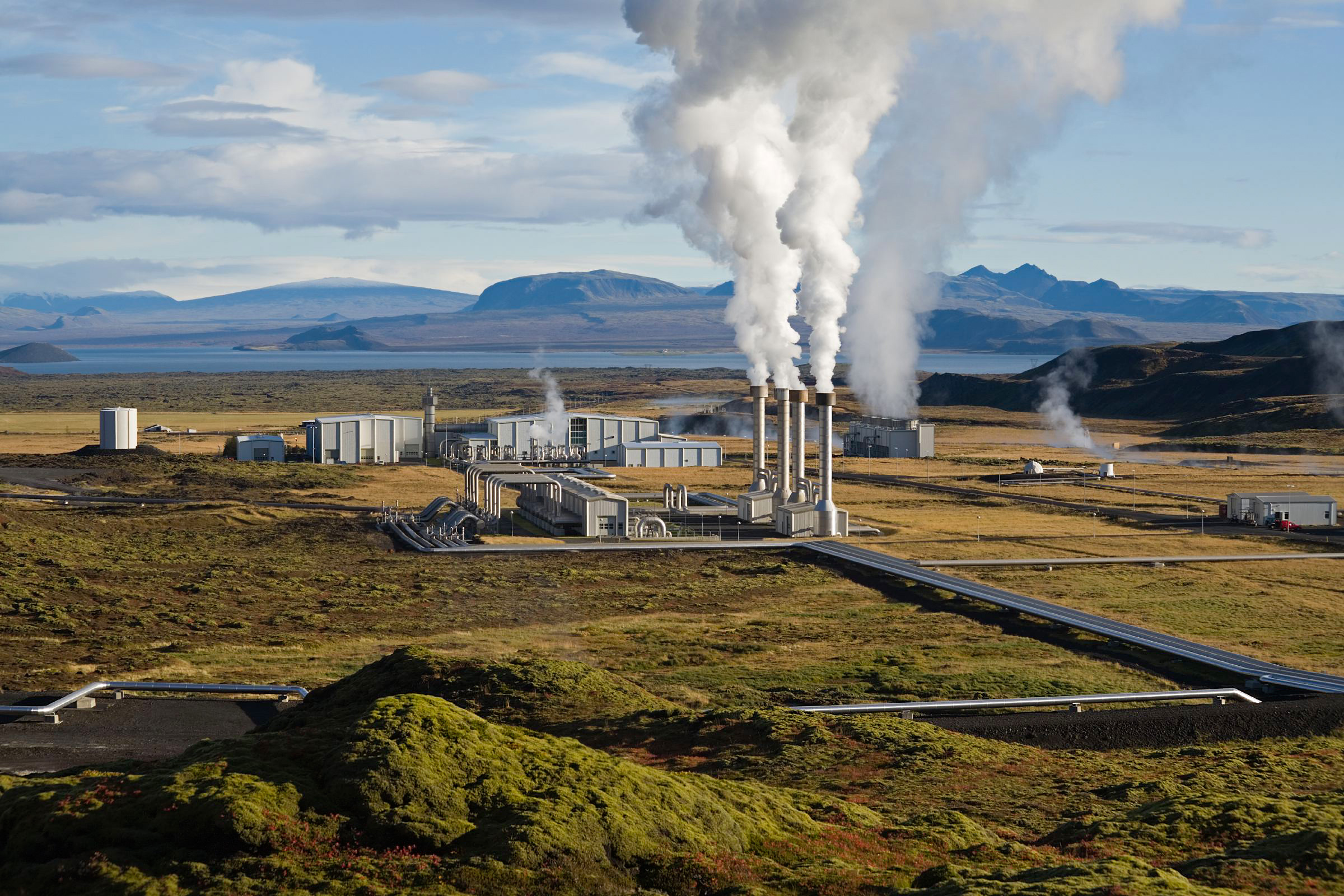
A Nesjavellir geotermikus erőmű Izlandon

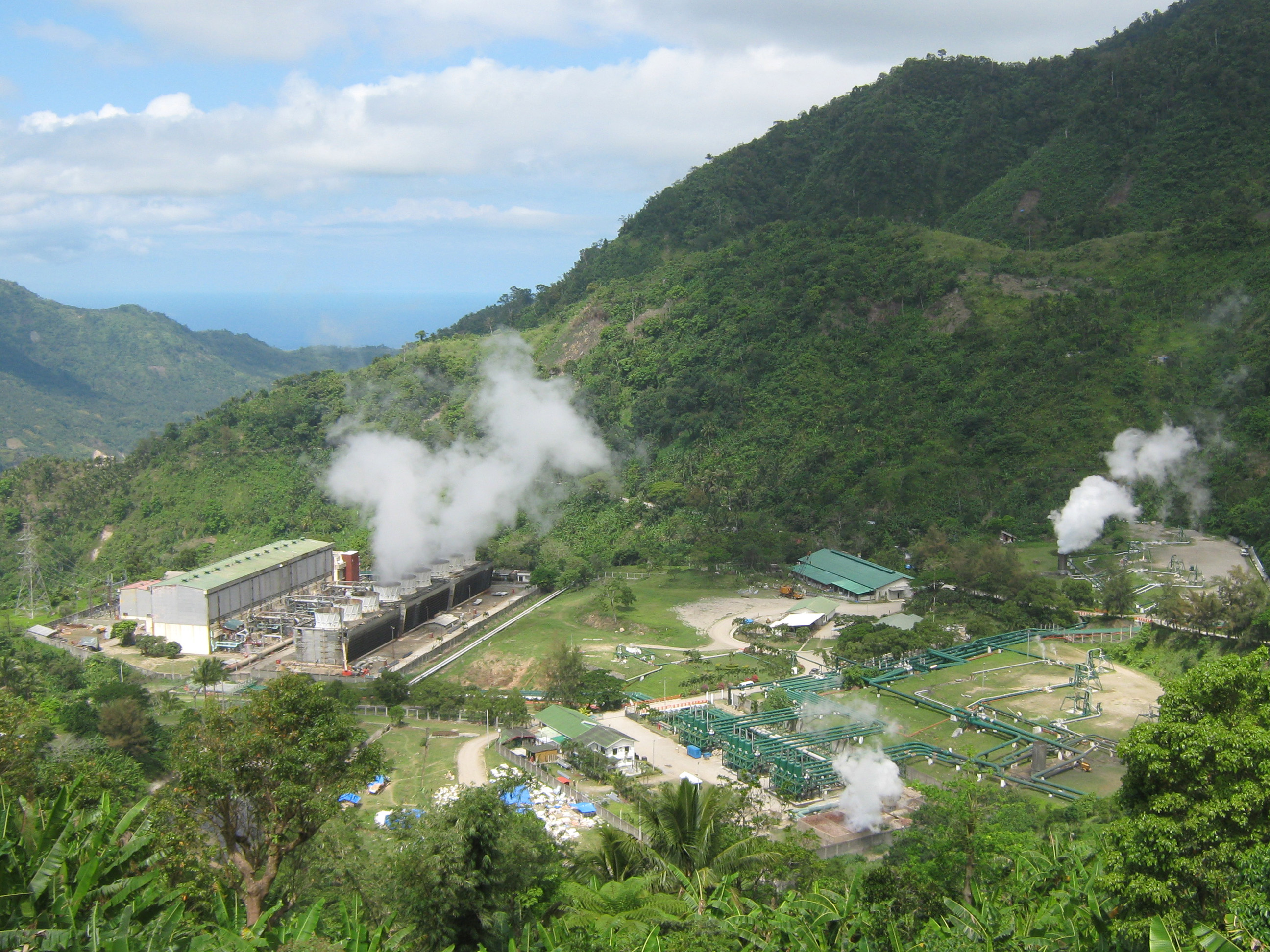
Geotermikus erőmű a Fülöp-szigeteken

A geotermikus energia a Föld belső hőjéből származó megújuló energia. A Föld belsejében lefelé haladva kilométerenként átlag 30 °C-kal emelkedik a hőmérséklet. A földkérgen tapasztalható geotermikus energia részben a bolygó eredeti létrejöttéhez (20%), részben a radioaktív bomláshoz (80%) kapcsolódik. Magyarországon a geotermikus energiafelhasználás 1992-es adat szerint 80-90 ezer tonna kőolaj energiájával volt egyenértékű. A geotermikus energia korlátlan és folytonos energia nyereséget jelent. Termálvíz formájában nem kiapadhatatlan forrás. Kitermelése viszonylag olcsó, a levegőt nem szennyezi.
Mára Spanyolország a legnagyobb zöldenergia felhasználó. A geotermikus fűtés nagyjából 5 év alatt térül meg. Magyarországon a termálvíz 2 km mélységben akár a 120 Celsius fokos hőmérsékletet is elérheti.
A geotermikus hőenergia közvetlen felhasználásában Magyarország a világ vezető államai közé tartozik 2,7 TWh kapacitásával (A legnagyobb felhasználók Magyarországon kívül: Kína (20,6 TWh), Törökország (12,2 TWh), Izland (7,4 TWh), Japán (7,1 TWh), USA (2,6TWh) és Új-Zéland (2,4 TWh). Elsősorban lakóházak, ipari létesítmények és üvegházak fűtésére használják. Hazánkban részben vagy egészben geotermikus energia biztosítja többek között Győr, Miskolc, Szeged, Szentes és Szentlőrinc lakótelepeinek távfűtését. 
Az ország első áramot termelő geotermikus erőműve Turán épült. A 3 MW kapacitású létesítmény 2017-ben kezdte meg működését.

## Története
A „geotermikus” kifejezés görög eredetű, szó szerinti jelentése: földi meleg belső hőség. A hőforrásokat fürdésre már a paleolit korban is használták, míg a legrégebbi ismert fürdő i. e. 3. században épült Kínában. Később a rómaiak is alkalmazták a geotermikus energiát, mind fűtésre, mind gyógyászati és pihenési célokra. Egykoron az antik római fürdővárosok a hévízforrásokat csőhálózat segítségével közvetlenül hasznosították. A rómaiak a termálvizet a szem és bőrbetegségek kezelésére, míg Pompeiiben az épületek fűtésére is használták. Új-Zélandon az első polinéziai betelepülők, akik az európai hatástól függetlenül éltek ezer éven keresztül, a 18. századig, a hőforrások gőzét a főzésben, a termálvizet pedig a fürdésben, mosásban és a gyógyításban hasznosították. A hévizek fűtésben és gyógyászatban való alkalmazása a modern világban ismét aktuálissá vált.
A 19. században a technika fejlődésével lehetővé vált a felszín alatt rejlő termikus erőforrások felfedezése és feltárása is. Toszkánában a természetes geotermikus energiát a bór- és az ammóniumvegyületek  feldolgozására használták. Itt a geotermikus folyadékok voltak a legfontosabb bórforrások, míg a hőenergia mellékes volt.
Az elektromos energia termelése 1904-ben indult meg Piero Ginori Conti herceg munkássága által és 1913-ban a Larderello erőművében 250 kW villamos teljesítmény állott rendelkezésre. 
A larderellói erőmű komplex jelenlegi teljesítménye meghaladja a 400 MW-ot és ezt egy fejlesztési program segítségével 880 MW-ra szeretnék növelni.
Másodjára Új-Zélandon, a Wairakei-térséget fejlesztették az 1950-es évek elején, az észak-kaliforniai „Gejzír-mező” után, ahol 1960-ban indult meg a termelés. A világon ez utóbbi térséget fejlesztik a leginkább napjainkban, hiszen teljesítménye 2800 MW.
Franciaországban 1960 óta több mint 200 000 lakás fűtését oldják meg termálvíz segítségével. Olaszország és Izland a vulkanikusan legaktívabb két európai ország, a Közép-Atlantikum vulkáni hátságán fekszenek, ennek ellenére a legfőbb, geotermikus energiát hasznosító nemzetek a Csendes-óceáni lemezszegély mentén csoportosulnak. Japán, a Fülöp-szigetek és Mexikó a jelenlegi technológia fejlesztésén dolgoznak.
Időközben tervek készültek a geotermikus hő közvetlen felhasználásának lehetőségére, a távfűtésben és a mezőgazdaságban. E téren Japán, Kína, a volt Szovjetunió utódállamai, Magyarország valamint Izland a fontosabb termelők. Az új technológiákat Franciaországban és más nyugat-európai országokban dolgozták ki. A geotermikus energia olcsó, megbízható, fenntartható és környezetbarát, ám az emberi történelem nagy részében csupán a tektonikus törésvonalak közelében volt elérhető. A technológiai fejlődésnek köszönhetően azonban mára a geotermikus energia felhasználásának lehetőségei jelentős mértékben megnőttek, különösen olyan alkalmazások esetében, mint a lakások fűtése.
Napjainkban a geotermikus energiát számos területen alkalmazzák:
- A mezőgazdaságban az üvegházak fűtése
- Lakások, lakótelepek fűtése
- Villamosenergia termelés

## A geotermikus energia kitermelése

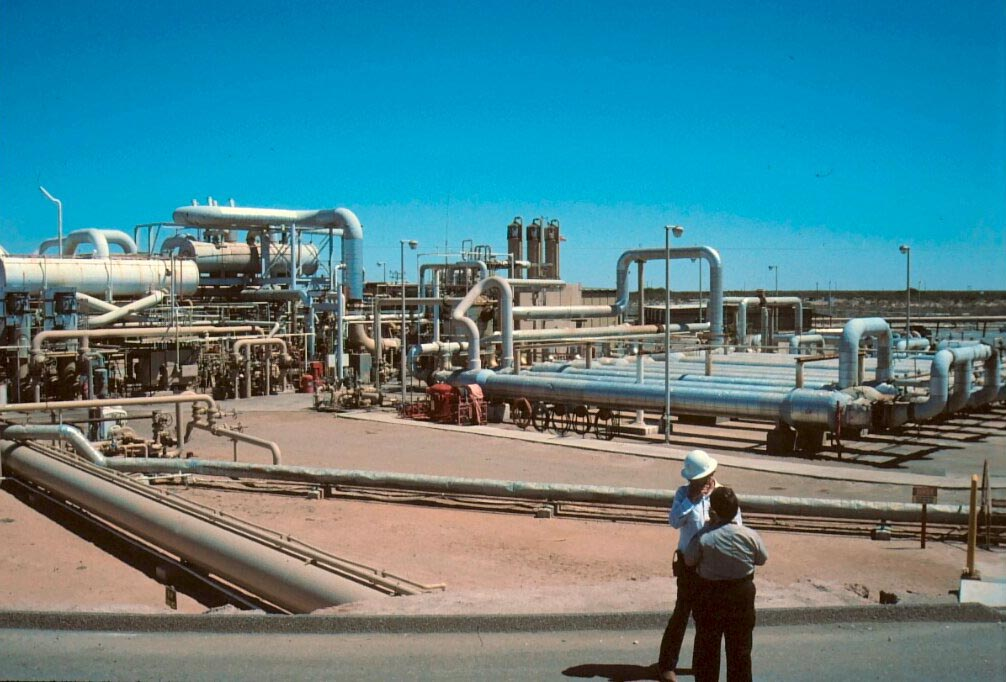
Kaliforniai geotermikus üzem

A termálkútból feltörő vizet gáztalanítják, ülepítik, sótartalmát részben eltávolítják, a felhasználás helyére szivattyúzzák, a lehűlt vizet pedig valamilyen vízáramba, vízgyűjtőbe vezetik. Amennyiben nincs vízutánpótlás, a rétegenergia csökkenése következtében idővel kevesebb vizet adnak.
A csökkenő víznyomást kompresszorral, búvárszivattyúval lehet növelni, de nem gazdaságos ez az eljárás. A legjobb megoldást a kitermelt és már lehűlt víz visszasajtolása jelenti, ami mérsékli a mély rétegekben található vízszint csökkenését. A hőhasznosításon túljutott termálvizek ugyanazon vízadóba történő visszasajtolása hazánkban jogszabályi kötelezettség is (147/2010. (IV. 29.) Korm. rendelet), bár a Magyar Kormány technikai, illetőleg anyagi okokból 2025-ig (más források szerint 2027-ig) felfüggesztette az energiahasznosítás céljából kitermelt termálvíz visszasajtolási kötelezettségét a mezőgazdasági termelők számára.
| terület | vulkánok száma | teljesítmény MWe |
| --- | -------------- | ---------------- |
| USA | 133            | 23 000           |
| Japán | 100            | 20 000           |
| Indonézia | 126            | 16 000           |
| Fülöp-szigetek                                                                                               | 53             | 6000             |
| Mexikó | 35             | 6000             |
| Izland | 33             | 5800             |
| Új-zéland | 19             | 3650             |
| Olaszország (Toszkána)                                                                                       | 3              | 700              |
| (forrás: V. Steffansson: World geothermal assessment. World Geothermal Congress, Antalya 2005 (pdf, online)) |                |                  |

A geotermikus energiát elektromos áram termelésére is hasznosítják, ami 2010-ben 10 715 MW kapacitást jelentett 24 országban, ami 67 246 GWh áramtermelést ért el. Ez 2005-höz képest 20%-os bővülésnek felel meg a geotermikus áramtermelés terén. A geotermikus erőművek hagyományosan a tektonikus lemezek törésvonalainál épültek, ám a bináris ciklus elvén működő erőművek és a javított geotermikus erőművek megjelenése erőteljesen kiszélesítette a lehetséges helyszínek körét.
Ennek ellenére a geotermikus energia felhasználásának továbbra is a közvetlen alkalmazás a leghatékonyabb módja, mely általában a fűtéshez szükséges energiát fedezi. A leglátványosabb eredményeket e téren Izland képes felmutatni, mely lakásainak 93%-át fűti ily módon, évi 100 millió dollárt megtakarítva a folyamat során. Reykjavík, valaha a Föld legszennyezettebb városa mára az egyik legtisztábbnak számít, hála a geotermikus energiának.